# Kuti László (szobrász)
Kuti László (Mohács, 1965. május 30. –) magyar szobrászművész

## Életútja
Középiskolai tanulmányait Esztergomban, a Temesvári Pelbárt Ferences Gimnáziumban végezte, ahol 1983-ban érettségizett.
1984-től a pécsi Janus Pannonius Tudományegyetem rajz-biológia szakára járt, ahol tanárai Bencsik István, Rétfalvi Sándor, Morvay László, Keserü Ilona voltak. Diplomáját 1989-ben szerezte meg.
1987-től 1991-ig Bencsik István műhelyében dolgozott segédként.
1991-től a pécsi Képzőművészeti Mesteriskola kőszobrász szakának volt a hallgatója, ahol mestere Bencsik István. Mesterdiplomáját 1994-ben szerzi meg.
1990-től különböző kurzusokon vett részt, melyek vezetői Keserü Ilona, Schrammel Imre, Major Kamill, Böröcz András, Székely Péter, Amemiya Issei voltak. 1991-től szimpóziumok résztvevője Magyarországon, Szlovákiában, Ausztriában, Japánban, Szlovéniában.
1997-től a Pécsi Művészeti Gimnázium és Szakgimnázium tanára, ahol 1999-től 2003-ig, majd 2016-tól két évig ismét a Képzőművészeti tagozat vezetője is.
Pécsett él, öt gyermeke van (Letícia 1993, Lidia 1994, Álmos 1999, Zsombor 2000, Lél 2010).

## Díjai, elismerései
- 2008 – a Siklósi Szalon díja
- 2009 – a Beremendi Cementmű köztéri szobor díja

## Munkássága

### Egyéni kiállítások
- 1995 - Kuti László és Nyári Zsolt, Parti Galéria, Pécs
- 1996 - „Az Gyár” Kultúrkocsma, Böszörményi Istvánnal, Pécs
- 1996 - Enyingi, Gyenis, Kuti, Nemzetközi Angolközpont, Pécs
- 1998 - Horvát-színház, Pécs
- 1998 - Közelítés Galéria, Pécs
- 1999 - Műhelygaléria, Pécs
- 2000 - Performance az „Apollo-program” Kortárs Művészeti Fesztiválon, Hucker Katával, Apollo Filmszínház, Pécs
- 2001 - Pécsi Galéria-Pincegaléria, Pécs
- 2002 - Kossuth Filmszínház, Mohács
- 2005 - a Nemzeti Tankönyvkiadó aulájában Tóth Istvánnal, Budapest
- 2007 - Kuti László és Nyári Zsolt, Városi Hangverseny- és Kiállítóterem, Zsinagóga, Zalaegerszeg
- 2009 - „Fogadalmi Kövek” Parti Galéria, Pécs
- 2011 - „Diverso”, Civil Közösségek Háza, Pécs

### Csoportos kiállítások
- 1991 - A Mesteriskola Aspiránsai Művészetek Háza, Pécs
- 1992-1994 - A Pécsi Képzőművészeti Mesteriskola évvégi kiállítása Parti Galériában, Pécs
- 1993 - A Kastélypark projekt Bad Vöslauban, Bad Vöslau, Ausztria
- 1994 - A Mesteriskola a berlini Magyar Házban, Berlin
- 1994 - Találkozások Balatonbogláron, Vörös Kápolna, Balatonboglár
- 1995 - Találkozások Balatonbogláron, a Kék Kápolna kertjében, Balatonboglár
- 1995 - Bor és Művészet, Parti Galéria, Szolnok
- 1995 - XIV. Kisplasztikai Biennálé, Pécs
- 1996-1997 - Kiállítások a Parragh Szalonban, Pécs, Budapest, Győr
- 1997 - A Mohácsról elszármazott művészek, Kossuth Filmszínház, Mohács
- 1997 - Szobrászfórum a Stadtparkban, Lahr, Németország
- 1997 - A Parti Galéria barátai, Parti Galéria, Pécs
- 1998 - Siklósi Szalon, Siklósi Vár, Siklós
- 1998 - A Fej, Horvát Színház, Pécs
- 1998 - A Noszvalyi Barlang Művészeti Egyesület kiállítása, Vitkovics-ház, Eger
- 1998 - Szo-Bor, Nevelők Háza, Pécs
- 1999 - XVI. Kisplasztikai Biennálé, Pécs
- 1999 - Siklósi Szalon, Siklósi Vár, Siklós
- 1999 - "Kirakat-projekt" a Déli Szél Művészeti Egyesület Fesztiválján a Nick-udvarban, Pécs
- 1999 - A Siklósi Szalon, Prágában, Csehország
- 2000 - Pécsi Tárlat, Pécsi Galéria, Pécs
- 2000 - Siklósi Szalon, Siklósi Vár, Siklós
- 2000 - Szobrászati Kiállítás, Lamberg Kastély, Mór
- 2001 - Siklósi Szalon, Siklósi Vár, Siklós
- 2001 - Kisszobor Kiállítás-Biennálé, Erdős René-ház, Budapest
- 2001 - Pécs-Baranya Művészeinek Társasága kiállítása Porec, Horvátország
- 2002 - A PBMT az Újlipótvárosi Klubgalériában, Budapest
- 2003 - A PBMT kiállítása Tatabányán
- 2003 - A PBMT kiállítása a Tihanyi Apátságban Tihany
- 2004 - Pécsi művészek kiállítása Aradon, Temesvárott
- 2004 - A PBMT Szekszárdon
- 2004 - A Pécs-Baranyai Művészek Társasága válogatott kiállítása, Kalocsa
- 2004 - A Gébárti Nemzetközi Képzőművészeti Szimpózium kiállítása, Ljubljana, Szlovénia
- 2004 - A Bázis szobrászegyesület bemutatkozó kiállítása a Pécsi Galériában, Pécs

### Szimpóziumok
- 1991 - "Szobrok a ledöntött Lenin-szobrok helyére" Japán-Magyar Szimpózium, asszisztens, Villány
- 1992 - "Határok Találkozása" - Ausztria, Magyarország, asszisztens, Oroszvár, Szlovákia
- 1993 - "Szobrok a Kastélyparkban" Lidabrunni Nemzetközi Szobrász-szimpózium, Ausztria
- 1994 - Fujimi-machi Nemzetközi Szobrászati Szimpózium, asszisztens, Japán
- 1995 - Fujimi-machi Nemzetközi Szobrászati Szimpózium, asszisztens, Japán
- 1997 - "Szobrok Balatonboglárnak" Szobrászati Szimpózium, Villány
- 2004 - "A fa" Szimpózium, Tusnád, Románia
- 2004 - "Tabula Rasa-avagy a tiszta forma" Nemzetközi Képzőművészeti Szimpózium Gébárti Alkotóház Zalaegerszeg